# Marquesado de Misa
El marquesado de Misa es un título nobiliario español creado por la reina regente María Cristina de Habsburgo Lorena y concedido, en nombre del rey Alfonso XIII, con Grandeza de España a Manuel Misa y Bertemati, senador del reino y I conde de Bayona, el 21 de octubre de 1889 por real decreto y el 
30 de diciembre del mismo año por real despacho.

## Marqueses de Misa
|                           | Titular                            | Periodo                   |
| Creación por Alfonso XIII | Creación por Alfonso XIII          | Creación por Alfonso XIII |
| ------------------------- | ---------------------------------- | ------------------------- |
| I                         | Manuel Misa y Bertemati            | 1889-1904                 |
| II                        | Buenaventura Misa y Busheroy       | 1904-1944                 |
| III                       | Enrique Buenaventura Misa y Davies | 1944-1967                 |
| Título caducado           |                                    |                           |

## Historia de los marqueses de Misa
La historia de los marqueses de Misa es la que sigue:
- Manuel Misa y Bertemati (1816-1904), I marqués de Misa, I conde de Bayona y caballero de la Gran Cruz de Isabel la Católica.

Casó en Londres, el 20 de febrero de 1867, con Elena Busheroy y Blaque. Le sucedió su hijo:
- Buenaventura Misa y Busheroy (1863-1944), II marqués de Misa y II conde de Bayona.

Casó en Londres, el 1 de octubre de 1891, con Yola Davies y Penfold. En 1944 le sucedió su hijo:
- Enrique Ventura Misa y Davies (1893-1967), III marqués de Misa y III conde de Bayona.

Casó con Andrey Fanshawe.